# 고사우 (장크트갈렌주)

고사우(독일어: Gossau)는 스위스 장크트갈렌주에 위치한 도시로 면적은 27.51km2, 높이는 638m, 인구는 18,055명(2016년 12월 기준), 인구 밀도는 660명/km2이다.

## 역사
고사우는 824년에 Cozesaua로 처음 언급되었다.

## 지리
고사우의 면적은 2006년 기준으로 27.5k㎡이다. 이 지역의 63%는 농업용으로 사용되며, 16.3%는 산림이다. 나머지 토지 중 20.1%는 정착지(건물 또는 도로)이고, 나머지(0.6%)는 불모지(강 또는 호수)이다.
지자체는 장크트갈렌 발크라이스에 있다. 고사우는 글라트 계곡과 지터강 사이의 계곡에서 가장 큰 지자체이며, 장크트갈렌-취리히와 투르가우-아펜첼 도로의 교차점에 있다. 메텐도르프, 니더도르프, 오버도르프, 바트 구역이 있는 고사우 마을과 아르네그 마을과 작은 마을로 구성되어 있다.

## 인구통계
2020년 12월 31일 기준, 고사우의 인구는 17,990명이다. 2007년 기준으로 인구의 약 18.4%가 외국인으로 구성되어 있다. 2000년 기준, 외국인 인구 중 독일 168명, 이탈리아 487명, 유고슬라비아 외 1,574명, 오스트리아 105명, 터키 214명, 기타 국가 496명이다. 지난 10년 동안 인구는 3.9%의 비율로 증가했다. 2000년 기준, 인구 대부분인 88.4%가 독일어를 사용하며, 세르보-크로아티아어가 두 번째로 많이 사용(4.2%), 이탈리아어가 세 번째(2.1%)로 사용된다. 2000년 기준, 스위스 공용어, 14,855명이 독일어, 48명이 프랑스어, 349명이 이탈리아어, 24명이 로만슈어를 한다.
2000년 현재 고사우의 연령 분포는 다음과 같다. 2,007명(인구의 11.9%)은 0~9세, 2,158명(12.8%)은 10~19세이다. 성인 인구 중 2,304명(인구의 13.7%)이 20~29세이다. 2,703명(16.1%)은 30~39세, 2,401명(14.3%)은 40~49세, 2,125명(12.6%)은 50~59세이다. 고령자 분포는 1,324명(인구의 7.96%)이 69세는 70~79세가 1,074명(6.4%), 80~89세가 617명(3.7%), 90~99세가 90명(0.5%), 2명(0.0)이 있다. %는 100명 이상이다.
2000년에는 2,251명(인구의 13.4%)이 개인 주택에 혼자 살고 있었다. 자녀가 없는 부부(기혼 또는 약혼)의 일부는 3,870명(또는 23.0%)이었고 자녀가 있는 부부의 일부는 9,167명(또는 54.5%)이었다. 한부모 가정에 거주하는 사람은 870명(또는 5.2%)이었고, 한부모 또는 양부모와 함께 거주하는 성인 자녀가 98명, 친척으로 구성된 가구에 거주하는 사람이 82명, 혈연관계가 없는 사람, 370명이 시설에 수용되어 있거나 다른 유형의 공동 주택에 거주하고 있다.
2007년 연방 선거에서 가장 인기 있는 정당은 36.7%의 득표율을 기록한 SVP였다. 다음으로 가장 인기 있는 3개 정당은 CVP (26.3%), SP (13.9%), FDP (12.2%)였다.
전체 스위스 인구는 일반적으로 교육 수준이 높다. 고사우에서는 인구의 약 68.9%(25-64세)가 필수가 아닌 고등 교육 또는 추가 고등 교육(대학 또는 응용학문대학)을 완료했다. 고사우 인구 중 2000년 기준으로 3,808명(인구의 22.7%)이 초등교육을 수하 고, 6,416명(38.2%)이 중등교육을 이수하고, 1,678명(10.0%)이 다닌다. 고등학교이며, 670(4.0%)은 학교에 다니지 않는다. 나머지는 이 질문에 대답하지 않았다.
역사적 인구는 다음 표에 나와 있다.
| 년도 | 인구   |
| ---- | ------ |
| 1837 | 2,649  |
| 1850 | 2,853  |
| 1900 | 6,055  |
| 1910 | 8,455  |
| 1941 | 7,512  |
| 1950 | 8,316  |
| 1970 | 12,793 |
| 2000 | 16,805 |

### 종교
2000년 인구 조사에 따르면 9,608명(57.2%)이 로마 가톨릭 신자이고, 3,935명(23.4%)이 스위스 개혁 교회에 속해 있다. 나머지 인구 중 크리스찬 가톨릭 교회 신자는 22명(인구의 약 0.13%), 정교회 신자는 943명(인구의 약 5.61%)이며, 다른 기독교 교회에 속한 286명의 개인(또는 인구의 약 1.70%)이다. 1명의 유대인이 있고, 625명(인구의 약 3.72%)이 이슬람교도이다. 다른 교회(인구의 약 0.62%)에 속한 104명(인구의 약 0.62%)이 다른 교회에 속해 있으며(인구의 약 4.78%), 교회에 속하지 않고, 불가지론자 또는 무신론자이며, 477명(인구의 약 4.78%)이 있다. 또는 인구의 약 2.84%가 질문에 대답하지 않았다.

## 관광

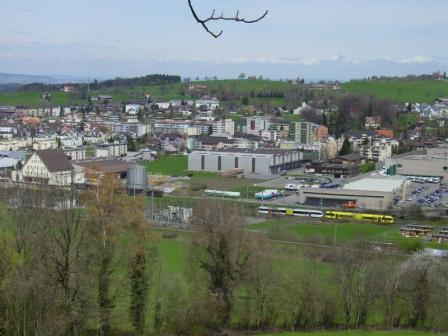
고사우 산업 단지

### 국가중요문화재
슈타트뷜 거리 12번지에 있는 구 고무줄 공장은 국가적으로 중요한 스위스 문화유산으로 등재되어 있다. 고사우 마을과 고사우와 안드빌 사이에 공유되는 문화 지역 마텐/빌렌/칭겐회브은 모두 스위스 유산 목록의 일부로 지정된다.

### 볼거리

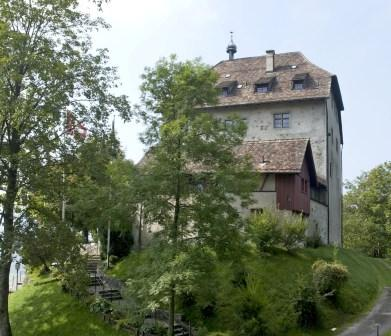
고사우의 오버베르크성

성 안드레아스의 가톨릭 교구 교회는 야콥 그루벤만이 1732년에 지었다. 그것은 서쪽으로 연장되었고 1925년에 개조되었다. 그것은 횡단면과 교차점 위에 타원형 돔이 있는 단일 본당 교회이다. 고사우 개혁 교회는 1899-1900년에 지어졌다. 오버베르크성은 고사우의 동쪽에 있다. 13세기에 지어졌다. 아펜첼 전쟁(1401-1429) 동안 15세기에 파괴되었다가 재건되었다. 중세의 높은 남서쪽 벽과 현대적인 예배당 이 있는 후기 고딕 양식의 성이다.

## 경제
2007년 기준, 고사우의 실업률은 1.92%였다. 2005년 기준으로 1차 경제 부문에 322명이 고용되어 있으며, 이 부문에 약 118개 기업이 참여하고 있다. 4,104명이 2차 부문에 고용되어 있고, 이 부문에 205개의 기업이 있다. 6,539명이 3차 부문에 고용되어 있으며, 이 부문에는 551개의 기업이 있다.
2009년 10월 현재 평균 실업률은 3.0%이다. 지자체에는 915개의 기업이 있었고, 그중 201개는 경제의 2차 부문에 참여했고, 604개는 3차 부문에 참여했다.
2000년 기준으로 4,500명의 거주자가 지자체에서 일했고, 4,514명의 거주자가 고사우 외부에서 일했으며 6,318명이 일을 위해 지방 자치 단체로 통근했다.

## 교통
고사우 SG에서 헤리자우까지 아펜첼 철도의 건설과 지역 사회의 성장으로 인해 1913년 고사우역은 시장 광장 근처의 첫 번째 위치에서 현재 위치로 이전되었다.
고사우는 연결 축 장크트갈렌-취리히와 남부 독일 -투르가우- 아펜첼러란트의 교차점에 있다. 도로(A1 / E60 , Hauptstrasse 7)와 철도(SBB 및 아펜첼 철도)도 그에 따라 잘 발달되어 있다. A1/E60은 국도 네트워크와의 연결시켜준다. 5개의 주 도로가 고사우와 지역을 연결한다. 7번 주도로는 빌과 장크트갈렌으로, 주도로 8번은 플라빌을 경유하여 주도로 16번으로  토겐부르크로, 9번 광역 도로는 투르가우의 비쇼프첼을 통해, 주도로 8번은 헤리자우를 통해 아펜첼러란트로 이어진다. 이 도로는 A25 고사우-동에서 발트슈타트까지 이어지는 지선 도로를 통해 완화된다.
고사우는 스위스 연방 철도 본선 제네바 - 베른 - 취리히 - 장크트갈렌 노선 상에 있다. 또한 헤리자우와 아펜첼 뿐만 아니라 비쇼프첼과 바인펠덴까지 직행 열차 연결도 있다. 시내 및 주변 지역에서는 레기오버스 AG의 버스가 5개 노선, 포스트버스 스위스가 1개 노선을 운행한다.

## 스포츠
FC 고사우는 지방 자치 단체의 축구 클럽이다.

## 같이 보기
- 고사우 SG역